# Kultura Valdivia
Kultura Valdivia je ena najstarejših zabeleženih kultur na območju Amerik. Nastala je iz starejše kulture Las Vegas in cvetela na polotoku Santa Elena blizu današnjega mesta Valvidia v Ekvadorju med letoma 3500-1800 pr. n. št. Nekateri predmeti so v Čilskem muzeju predkolumbovske umetnosti.

## Kultura
Ostanke kulture je leta 1956 odkril ekvadorski arheolog Emilio Estrada na zahodni obali Ekvadorja. Ameriška arheologa Clifford Evans in Betty Meggers sta se mu pridružila v 1960-ih pri preučevanju najdišča.
Prebivalci Valvidie so živeli v skupnosti, ki je gradila hiše okoli okroglega ali ovalnega trga. Kultura naj bi temeljila na enakopravnosti, prebivalstvo pa se ni selilo. Živeli so od ribolova, občasno so lovili srnjad in kmetovali. Iz arheoloških dokazov sklepajo, da so kultivirali koruzo, fižol, buče, manioko, čili papriko in bombaž. Slednjega so procesirali, predli in tkali v oblačila.
Lončenina izvira iz okoli 2700 pr. n. št. Sprva je bila groba in praktična, kasneje pa delikatna in večja. Uporabljali so rdeče in sive barve, polirana rdeča je značilna za obdobje. Tudi pri keramiki in obdelavi kamna se kaže razvoj iz enostavnih v zahtevna dela.
Znane najdbe so Venere iz Valdivie, ženstvene keramične figure. Verjetno so predstavljale resnične ljudi, saj je vsaka individualna in edinstvena po pričeski in drugih atributih. Izdelali so jih z združitvijo dveh rol gline. Roke so bila po navadi zelo kratke, usmerjene proti prsnem košu, kjer so držale prsi ali brado.
Razstava valvidijskih artefaktov je v Universidad de Especialidades Espíritu Santo v Guayaquilu v Ekvadorju.

## Vplivi na kulturo Valvidia
Za keramično fazo A so dolgo smatrali, da je bila proizvedla najstarejšo lončenino na obalah Južne Amerike V 1960-ih je skupina raziskovalcev preučevala bistven podobnosti med slogom Valdivia in starodavno kulturo Džomon, ki je bila aktivna v istem obdobju na Kjušuju, Japonska. Primerjali so dekoracijo in obliko ter izpostavili tehniko vrezovanja. Lončenina Džomon je imela predhodnika, slog Valvidia pa se je razvil hitro. Arheologi so predlagali, da je japonske ribiče nevihta zanesla do Ekvadorja, kjer so domorodcem Valvidia predstavili lončarstvo. Njihova teorija temelji na ideji difuzije slogov in tehnik.
Drugi arheologi se z ugotovitvami niso strinjali, saj bi tako dolga pot (15.000 km) v kanujih trajala vsaj leto in pol. Raziskovalci so trdili, da sta se kulturi razvili neodvisno, podobnosti pa samo posledice omejitev tehnike in naključna kovergenca simbolov in stilov.
V 1970-ih so našli starejšo lončenino in artefakte pod prejšnjimi najdbami, kar je podprlo dvom. Poimenovali so jih lončenina San Pedro. Starejša je od faze A in sloga Valdivia. Je bolj primitivna, izvirala pa naj bi iz severne Kolumbije, kjer so našli primerljivo lončenino na najdišču Puerto Hormiga. Koruza je verjetno prišla iz Srednje Amerike, kjer so jo vzgajali. Podobno lončenino so našli tudi 9 km višje po rečni dolini.
Dodatne raziskave več najdišč ob obali (San Pablo, Real Alto, Salango, Loma Alta) in v notranjosti (Loma Alta, Colimes, San Lorenzo del Mate) so zahtevale premislek o kulturi Valdivia. Reklasificirali so jo kot »tropsko gozdno kulturo«, ki poseljuje obrežja, ponovno premišljujejo o vseh aspektih njihove kulture.